# اونی هالستن
اونی هالستن (انگلیسی: Onni Hallsten; ۵ ژانویهٔ ۱۸۵۸ – ۲۶ اکتبر ۱۹۳۷) سیاستمدار، آموزگار، و ریاضی‌دان اهل فنلاند بود.